# Carbatina
Carbatina (grec antic: καρβατίνη, literalment 'de cuir' o 'fet amb pell seca') era el nom d'un tipus de calçat usat a l'antiga Roma pel poble baix, fet amb una única peça de cuir. Les classes altes portaven el calceus.
Era un tros de pell de bou o de vaca sense adobar que cobria la planta del peu i en tapava la part superior. Es lligava amb corretges, que es feien passar per forats o incisions a la pell i podien cobrir una part de la cama. No era un calçat treballat, i en cas de necessitat s'elaboraven ràpidament, com explica Xenofont que van fer durant la retirada els deu mil. També es deia carbatina a la protecció que es posava a les potes dels camells quan es feien mal.